# Pectinaria papillosa
Pectinaria papillosa är en ringmaskart som beskrevs av Maurice Caullery 1944. Pectinaria papillosa ingår i släktet Pectinaria och familjen Pectinariidae. Inga underarter finns listade i Catalogue of Life.